# Rudolf Finsterer
Rudolf „Bazi“ Finsterer (* 5. Mai 1951) ist ein ehemaliger deutscher Rugby-Spieler und -Trainer. Seit 2011 ist er Manager des in der deutschen Rugby-Bundesliga spielenden Vereins RG Heidelberg, bei dem er bereits von 2002 bis 2011 Trainer war.
Zwischen 2001 und 2010 war Finsterer zudem Trainer der deutschen Rugby-Nationalmannschaft. Mit dieser gelang ihm 2008 der Meisterschaftssieg in der Division 2 des European Nations Cup. Als Trainer der RG Heidelberg gewann er des Weiteren 2006 und 2007 die deutsche Meisterschaft und 2004 das Finale um den DRV-Pokal.